# Le Monde du silence
Le Monde du silence é um filme-documentário francês de 1956 dirigido e escrito por Jacques-Yves Cousteau, James Dugan e Louis Malle. Venceu o Oscar de melhor documentário de longa-metragem na edição de 1957.